# Svartöstaden
Svartöstaden ou Svartöstan est un quartier résidentiel situé sur Svartön à Luleå en Suède,.

## Description
Dans le Svartöstaden actuel, se compose en grande partie de lotissements en bois anciens et de maisons individuelles plus modernes ainsi que de bâtiments plus petites avec appartements. 
L'usine sidérurgique de SSAB, anciennement NJA (Norrbottens Järnverk AB), est située à Svartöstaden,.

## Histoire
Svartöstaden a commencé à être construit en 1894, pour loger les travailleurs du port minéralier.
Le quartier était situé entre l'ancien port minéralier et les usines sidérurgiques. 
Svartöstaden était alors une zone purement ouvrière. 
En 1902, Svartöstaden était une commune autonome avec ses propres pompiers, police, conseil du bâtiment et de la santé, etc. jusqu'en 1934, date à laquelle Svartöstaden fusionna avec la ville de Luleå,.

## L'ancien port minéralier
Les installations de LKAB comprenaient le port lui-même, un important gisement de minerai sur Svartöberget et quelques processus de traitement plus petits. 
En raison de problèmes de propagation de la poussière de minerai des tas de minerai exposés vers les zones résidentielles environnantes, LKAB a transféré ses opérations dans une installation construite à l'extrémité de Svartölandet,.

## Svartöbrinken
Svartöbrinken, ou Brinken, est une zone résidentielle plus petite située entre Svartöstaden et le vieux port minéralier. 
Svartöbrinken, qui est souvent considéré comme faisant partie de Svartöstaden, se compose d'une dizaine de maisons mitoyennes construites dans les années 1970, appelées Thurfjällhus, de trois immeubles d'appartements plus petits et d'une vingtaine de villas à côté de l'ancienne résidence du directeur de l'ancien LKAB.
L'ancien siège du port de LKAB a également été transformé et agrandi en appartements en copropriété, complété par une longue maison mitoyenne en 2008,.

## Transports
Les lignes de bus 8 et 9 desservent le quartier.

## Galerie

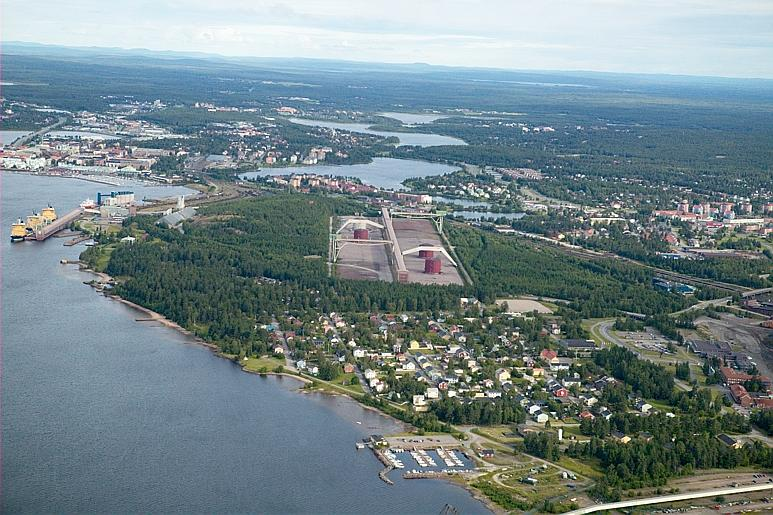
Svartöstaden avec l'ancienne mine en arrière-plan.
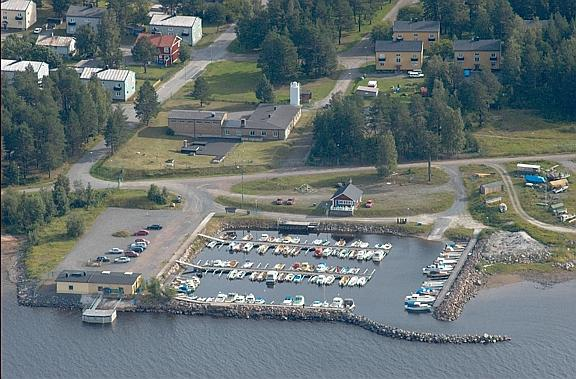
Le port de plaisance de Svartöstaden.